# Изола дела Скала
Изола дела Скала (итал. Isola della Scala) је насеље у Италији у округу Верона, региону Венето.
Према процени из 2011. у насељу је живело 8348 становника. Насеље се налази на надморској висини од 27 м.

## Становништво
| 1951.  | 1961.  | 1971. | 1981.  | 1991.  | 2001.  | 2011.  |
| ------ | ------ | ----- | ------ | ------ | ------ | ------ |
| 10.275 | 10.082 | 9.853 | 10.317 | 10.413 | 10.502 | 11.457 |

## Партнерски градови
- Буденхајм
- Обон